# 9.0: Live
9.0: Live är ett livealbum från Slipknot. Det släpptes 28 oktober 2005 och spelades in live runt om i världen under Slipknots världsturné till stöd för albumet Vol. 3 (The Subliminal Verses).

## Låtlista

### CD 1
1. "The Blister Exists"
2. "(SIC)"
3. "Disasterpiece"
4. "Before I Forget"
5. "Left Behind"
6. "Liberate"
7. "Vermilion"
8. "Pulse Of The Maggots"
9. "Purity"
10. "Eyeless"
11. Drum Solo
12. "Eeyore"

### CD 2
1. "Three Nil"
2. "The Nameless"
3. "Skin Ticket"
4. "Everything Ends"
5. "The Heretic Anthem"
6. "Iowa"
7. "Duality"
8. "Spit It Out"
9. "People=Shit"
10. "Get This"
11. "Wait And Bleed"
12. "Surfacing"

## Singlar
- The Nameless (2006)